# NK Tomislav Nova Subocka
NK Tomislav je bio nogometni klub iz Nove Subocke.

## Povijest
Klub je osnovan 1951. godine pod imenom NK Crvena Zvijezda, da bi početkom 70-ih godina promijenio ime u NK Zvijezda. 80-ih godina 20. stoljeća klub mijenja ime u NK Borac. Od 1991. godine nosi današnje ime.